# Die Liveshow bei dir zuhause
Die Liveshow bei dir zuhause war eine Spielshow auf ProSieben.

## Geschichte
Die Sendung wurde erstmals 2016 unter dem damaligen Titel Das ProSieben Auswärtsspiel ausgestrahlt. Elton und Palina Rojinski waren die ersten Moderatoren und Frank Buschmann kommentierte die Spiele. Im Jahr 2019 wurde bekanntgegeben, dass diese Sendung im Herbst wieder ausgestrahlt wird. Matthias Opdenhövel und Steven Gätjen moderierten gemeinsam die Show und Elmar Paulke kommentiert die Spiele.

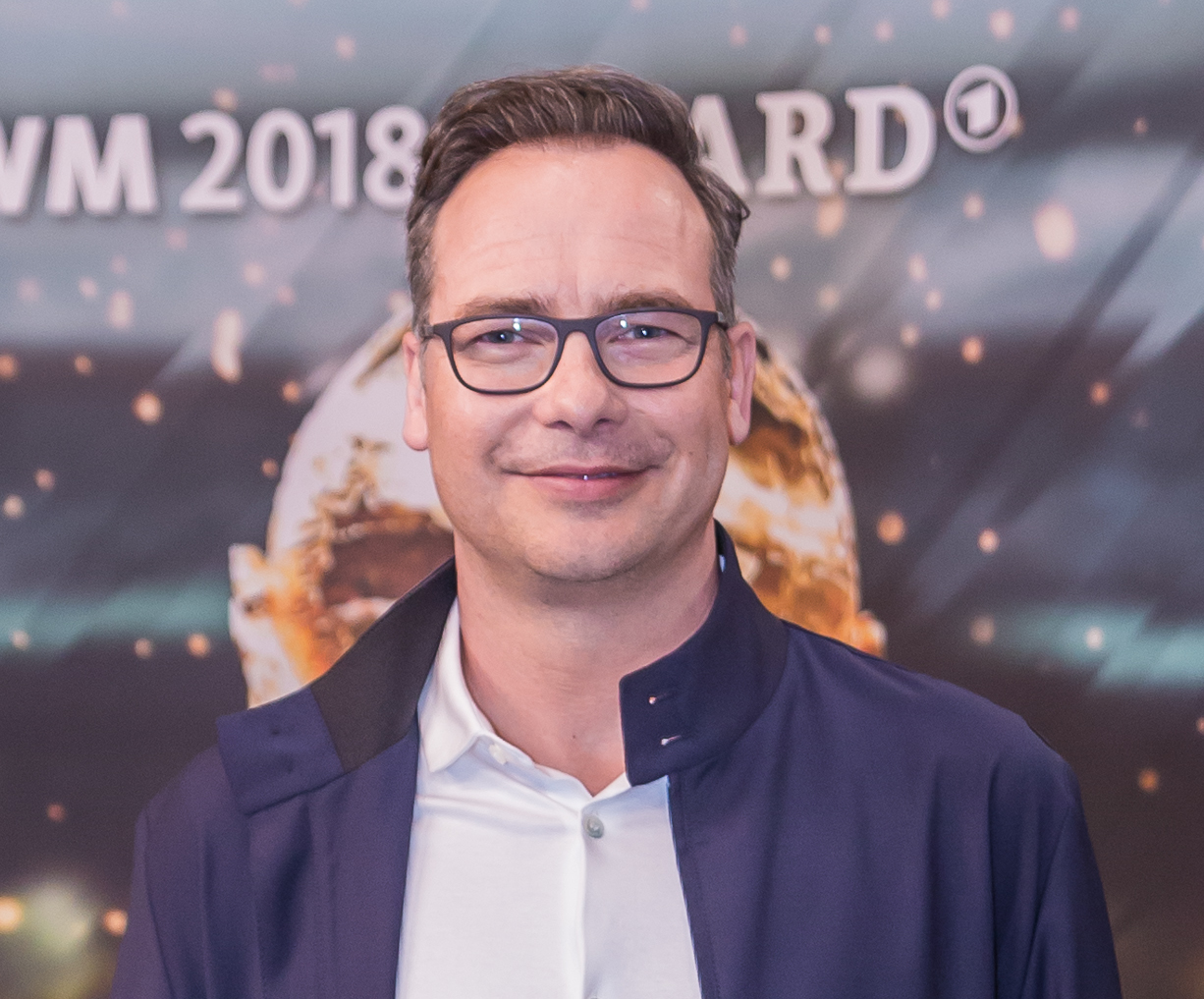
Die Moderatoren Matthias Opdenhövel …
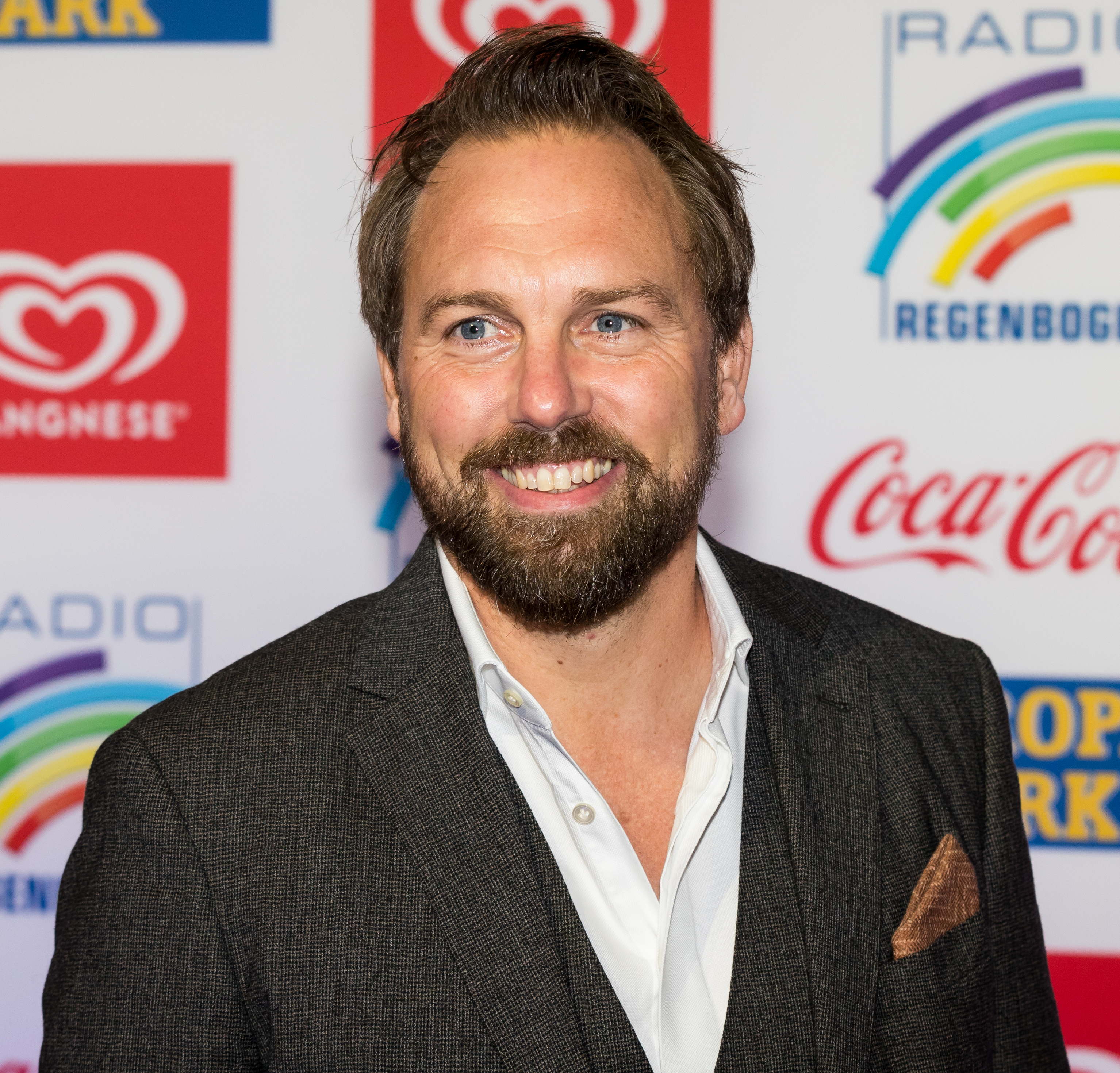
… und Steven Gätjen
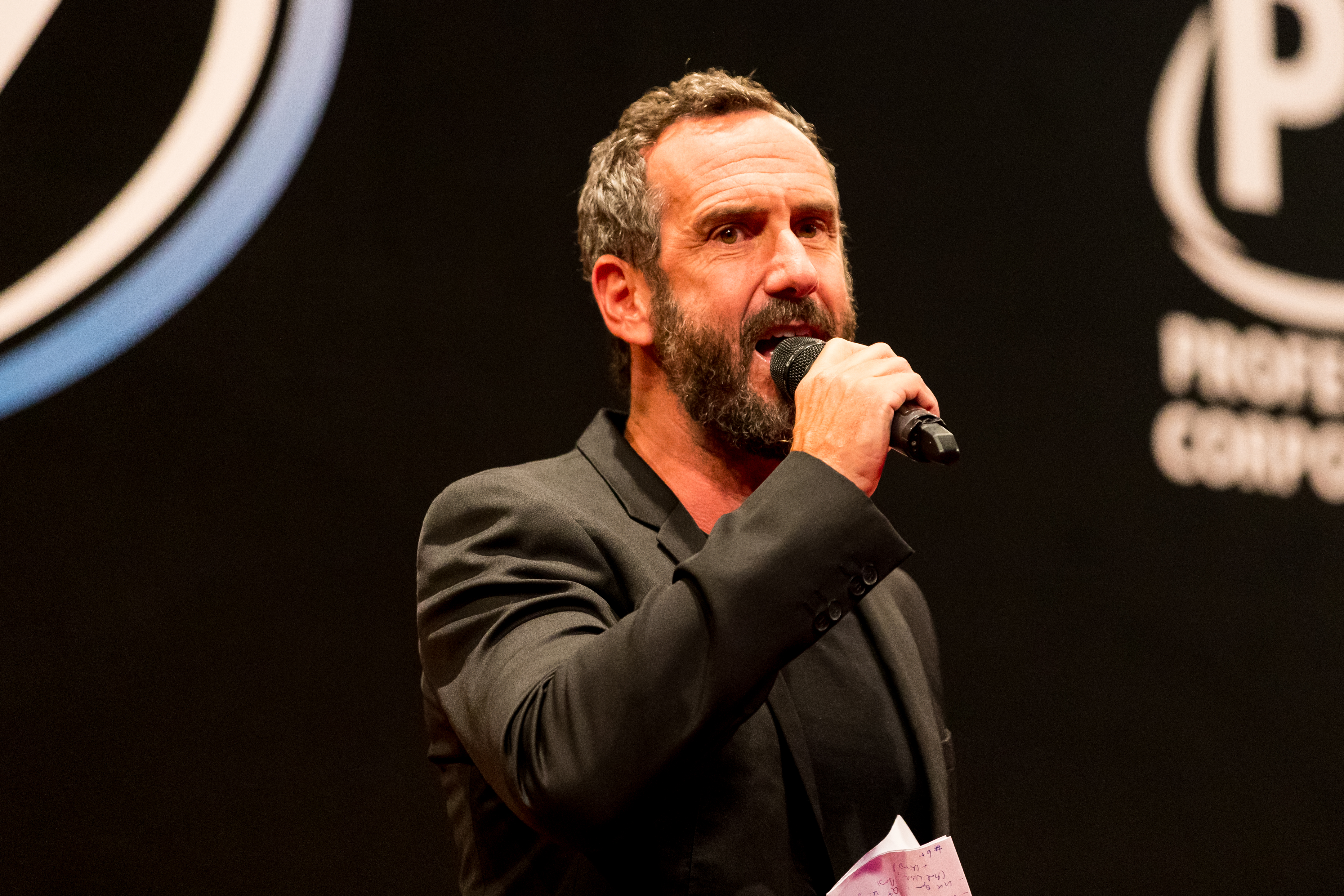
Kommentator Elmar Paulke

## Konzept
In der ersten Folge wurde in dieser live gesendeten Sendung ein Kandidat besucht, der sich im Vorfeld für die Sendung beworben, aber keine Zusage erhalten hatte. Er wurde also vom umfangreichen Fernsehteam augenscheinlich überrascht. Das Zuhause/Anwesen des Kandidaten wurde vom Produktionsteam zum Fernsehstudio umfunktioniert, sodass alle Spiele dort, bzw. Spiele, die mehr Platz erfordern, am örtlichen Sportplatz stattfinden konnten. Nach den Moderatoren kamen drei Prominente in das Haus des Kandidaten. Sie waren die Gegner in den neun Spielen, von denen jeder Prominente drei spielte. Für den Kandidaten gab es in jedem Spiel verschiedene Sachpreise zu gewinnen, die er durch einen Sieg gegen den Prominenten im jeweiligen Spiel erhielt. Wenn er das Spiel verlor, bekam er nichts und die Zuschauer hatten die Möglichkeit, per Telefongewinnspiel die Preise zu gewinnen. Am Ende der Show gab es für den Kandidaten einen Geldpreis von 100.000 € zu gewinnen, wofür er durch Werfen von Pfeilen einen Ballon zum Platzen bringen musste. Er hatte so viele Pfeile zur Verfügung, wie er Spiele am Abend gewonnen hatte, also maximal neun.
Seit der zweiten Folge wurden in der Sendung sechs Kandidaten besucht, die sich im Vorfeld für die Sendung beworben haben und jeweils in Dreier-Teams gegeneinander antraten. Es gab insgesamt neun Spiele und ein Finalspiel. Die Wertigkeit der Spiele stieg, sodass im ersten Spiel 1.000 € gewonnen werden können, im zweiten Spiel 2.000 € usw. Ein Team konnte so bis zu 90.000 € gewinnen. Nach neun Spielen blieb beiden Teams der jeweils gewonnene Geldbetrag erhalten. Das Team, das nach neun Spielen die größere Summe erspielt hat, absolvierte noch das Finale. Wenn dies auch gelingt, wurde die Gewinnsumme verdoppelt, andernfalls blieb sie unverändert. In der zweiten Folge wurde durch ein Eröffnungsspiel entschieden, welches Team das Heimrecht erhielt und den ersten Prominenten als Unterstützung wählen durfte. Ab der dritten Folge wurden die Spielregeln verändert.

## Staffel 1

### Folge 1 (24. September 2016)
Die erste Ausgabe fand überraschend in Wöllstein statt.
- Die drei prominenten Gegner waren Guido Cantz, Lilly Becker und Thore Schölermann.
- Der Kandidat Markus Berthes gewann sieben Sachpreise und die 100.000 €.[6][7][8][9]

| Spiel      | Spiel         | Prominente Gegner        | Pfeil gewonnen | Sachpreise …                                                   | … für     | Gastauftritt                                     |
| ---------- | ------------- | ------------------------ | -------------- | -------------------------------------------------------------- | --------- | ------------------------------------------------ |
| 1          | Das Labyrinth | Guido Cantz              | ja             | Motorroller                                                    | Kandidat  | Aura Dione Kelly MissesVlog KsFreak The BossHoss |
| 2          | Haus-Biathlon | Thore Schölermann        | ja             | Reisegutschein im Wert von 5.000 €                             | Kandidat  | Aura Dione Kelly MissesVlog KsFreak The BossHoss |
| 3          | O´Zapft is    | Guido Cantz              | ja             | Gutschein: 1 Kasten Bier von Bischoff, jede Woche, 1 Jahr lang | Kandidat  | Aura Dione Kelly MissesVlog KsFreak The BossHoss |
| 4          | Blitzer       | Lilly Becker             | ja             | 7 Fahrrädern von Fahrrad.de                                    | Kandidat  | Aura Dione Kelly MissesVlog KsFreak The BossHoss |
| 5          | Skyball       | Thore Schölermann        | ja             | Xbox One S mit Fifa 17                                         | Kandidat  | Aura Dione Kelly MissesVlog KsFreak The BossHoss |
| 6          | Promi-Dusche  | Lilly Becker             | nein           | Beefer                                                         | Zuschauer | Aura Dione Kelly MissesVlog KsFreak The BossHoss |
| 7          | Fackelauto    | Guido Cantz              | nein           | Seat Leon: Im Wert von 30.000 €                                | Zuschauer | Aura Dione Kelly MissesVlog KsFreak The BossHoss |
| 8          | Löffeln       | Lilly Becker             | ja             | Reisegutschein zum Musical Bodyguard                           | Kandidat  | Aura Dione Kelly MissesVlog KsFreak The BossHoss |
| 9          | Wasser Marsch | Thore Schölermann        | ja             | 55-Zoll-Fernseher von Philips: Im Wert von 1.400 €             | Kandidat  | Aura Dione Kelly MissesVlog KsFreak The BossHoss |
| Finalspiel | Finalspiel    | Anzahl der Pfeile        | gewonnen       |                                                                |           | Aura Dione Kelly MissesVlog KsFreak The BossHoss |
| Darts      | Darts         | 6 von 7 Pfeilen gespielt | ja             |                                                                |           | Aura Dione Kelly MissesVlog KsFreak The BossHoss |

## Staffel 2

### Folge 2 (12. Oktober 2019)
Die zweite Ausgabe fand in Bochum statt.
- Team Blau: Sonya Kraus und Tom Beck mit den Familienkandidaten Brötz und Köhn: Anja Köhn, Dennis Köhn und Mark Brötz gewannen 12.000 €.
- Team Rot: Aylin Tezel und Gil Ofarim mit den Familienkandidaten Kurtboz: Aylin Kurtboz, Levent Kurtboz und Resit Kurtboz gewannen 33.000 €.

| Eröffnungsspiel         | Eröffnungsspiel         | Eröffnungsspiel       | Eröffnungsspiel                         | Gewonnen hat                                                           | Gewonnen hat                                                           | Gewonnen hat                                                           | Gewonnen hat                                                           |
| ----------------------- | ----------------------- | --------------------- | --------------------------------------- | ---------------------------------------------------------------------- | ---------------------------------------------------------------------- | ---------------------------------------------------------------------- | ---------------------------------------------------------------------- |
| Tic Tac Tonne           | Tic Tac Tonne           | Tic Tac Tonne         | Tic Tac Tonne                           | Team Rot hatte das Heimrecht und durfte den ersten Prominenten wählen. | Team Rot hatte das Heimrecht und durfte den ersten Prominenten wählen. | Team Rot hatte das Heimrecht und durfte den ersten Prominenten wählen. | Team Rot hatte das Heimrecht und durfte den ersten Prominenten wählen. |
| Spiel                   | Spiel                   | Gewinnsumme           | Team Blau (Gegner/in)                   | Team Rot (Gegner/in)                                                   | Gastauftritt                                                           |                                                                        |                                                                        |
| 1                       | Tour de Looping         | 1.000 €               | Anja Köhn                               | Aylin Kurtboz                                                          | Lotte Max Giesinger Wanda                                              |                                                                        |                                                                        |
| 2                       | Gewicht holen           | 2.000 €               | Dennis Köhn, Mark Brötz und Sonya Kraus | Gil Ofarim, Levent Kurtboz und Resit Kurtboz                           | Lotte Max Giesinger Wanda                                              |                                                                        |                                                                        |
| 3                       | Der Murmel-Express      | 3.000 €               | Anja Köhn und Tom Beck                  | Aylin Kurtboz und Aylin Tezel                                          | Lotte Max Giesinger Wanda                                              |                                                                        |                                                                        |
| 4                       | Spaßbremse              | 4.000 €               | Dennis Köhn und Mark Brötz              | Levent Kurtboz und Resit Kurtboz                                       | Lotte Max Giesinger Wanda                                              |                                                                        |                                                                        |
| 5                       | Kopfkino                | 5.000 €               | Das komplette Team                      | Das komplette Team                                                     | Lotte Max Giesinger Wanda                                              |                                                                        |                                                                        |
| 6                       | Die Hausmeisterschaft   | 6.000 €               | Die komplette Familie                   | Die komplette Familie                                                  | Lotte Max Giesinger Wanda                                              |                                                                        |                                                                        |
| 7                       | Die Glocke              | 7.000 €               | Sonya Kraus                             | Gil Ofarim                                                             | Lotte Max Giesinger Wanda                                              |                                                                        |                                                                        |
| 8                       | Dreikampf               | 8.000 €               | Mark Brötz, Sonya Kraus und Tom Beck    | Gil Ofarim, Levent Kurtboz und Resit Kurtboz                           | Lotte Max Giesinger Wanda                                              |                                                                        |                                                                        |
| 9                       | Hängepartie             | 9.000 €               | Das komplette Team                      | Das komplette Team                                                     | Lotte Max Giesinger Wanda                                              |                                                                        |                                                                        |
| Finalspiel für Team Rot | Finalspiel für Team Rot | Geldbetrag verdoppelt |                                         |                                                                        | Lotte Max Giesinger Wanda                                              |                                                                        |                                                                        |
| Der Flummi              | Der Flummi              | nein                  |                                         |                                                                        | Lotte Max Giesinger Wanda                                              |                                                                        |                                                                        |

### Folge 3 (26. Oktober 2019)
Die dritte Ausgabe fand in der Wedemark statt.
- Team Blau: Familie Witek (Elisa Witek, André Timme und Michael Zikmund) gewannen 70.000 €.
- Team Rot: Familie Gentz (Monika Gentz, Elke Anders und Dave Hülsner) gewannen 10.000 €.
- Joko Winterscheidt und Klaas Heufer-Umlauf mussten nach einer Niederlage in der 7. Ausgabe von Joko & Klaas gegen ProSieben als Strafe in dieser Live-Sendung jeweils für ihr Team als Joker in Spiel 6 gegeneinander antreten.[16][17]

| Spiel                    | Spiel                    | Gewinnsumme           | Team Blau (Gegner/in)                                                          | Team Rot (Gegner/in)                                                  | Gastauftritt                                                 |
| ------------------------ | ------------------------ | --------------------- | ------------------------------------------------------------------------------ | --------------------------------------------------------------------- | ------------------------------------------------------------ |
| 1                        | Darts                    | 1.000 €               | Michael Zikmund                                                                | Dave Hülsner                                                          | Heinz Rudolf Kunze Jessica Schwarz Reiner Calmund Silbermond |
| 2                        | Wohnungsbesichtigung     | 2.000 €               | André Timme und Elisa Witek                                                    | Elke Anders und Monika Gentz                                          | Heinz Rudolf Kunze Jessica Schwarz Reiner Calmund Silbermond |
| 3                        | Kopfkino - Vol. 2        | 3.000 €               | Das komplette Team inkl. 20 Kinogutscheine für den Film Das perfekte Geheimnis | Das komplette Team                                                    | Heinz Rudolf Kunze Jessica Schwarz Reiner Calmund Silbermond |
| 4                        | Autoscooter-Ball         | 4.000 €               | Elisa Witek und Michael Zikmund                                                | Dave Hülsner und Monika Gentz                                         | Heinz Rudolf Kunze Jessica Schwarz Reiner Calmund Silbermond |
| 5                        | Was weiß Wedemark?       | 5.000 €               | Das komplette Team                                                             | Das komplette Team                                                    | Heinz Rudolf Kunze Jessica Schwarz Reiner Calmund Silbermond |
| 6                        | Tönlein Brillant         | 6.000 €               | Klaas Heufer-Umlauf                                                            | Joko Winterscheidt Team Rot bekam 2 Kinogutscheine für denselben Film | Heinz Rudolf Kunze Jessica Schwarz Reiner Calmund Silbermond |
| 7                        | Kitchen Possible         | 7.000 €               | Elisa Witek                                                                    | Monika Gentz                                                          | Heinz Rudolf Kunze Jessica Schwarz Reiner Calmund Silbermond |
| 8                        | Klettcar                 | 8.000 €               | Das komplette Team                                                             | Das komplette Team                                                    | Heinz Rudolf Kunze Jessica Schwarz Reiner Calmund Silbermond |
| 9                        | Blindes Vertrauen        | 9.000 €               | Das komplette Team                                                             | Das komplette Team                                                    | Heinz Rudolf Kunze Jessica Schwarz Reiner Calmund Silbermond |
| Finalspiel für Team Blau | Finalspiel für Team Blau | Geldbetrag verdoppelt |                                                                                |                                                                       | Heinz Rudolf Kunze Jessica Schwarz Reiner Calmund Silbermond |
| Hole in One              | Hole in One              | ja                    |                                                                                |                                                                       | Heinz Rudolf Kunze Jessica Schwarz Reiner Calmund Silbermond |

## Einschaltquoten
| Folge | Datum              | Zuschauer Gesamt | 14 bis 49 Jahre | Marktanteil Gesamt | 14 bis 49 Jahre |
| ----- | ------------------ | ---------------- | --------------- | ------------------ | --------------- |
| 1     | 24. September 2016 | 1,29 Mio.        | 0,80 Mio.       | 5,8 %              | 10,4 %          |
| 2     | 12. Oktober 2019   | 0,77 Mio.        | 0,53 Mio.       | 3,1 %              | 7,2 %           |
| 3     | 26. Oktober 2019   | 0,70 Mio.        | 0,46 Mio.       | 2,7 %              | 5,9 %           |